# Broučci

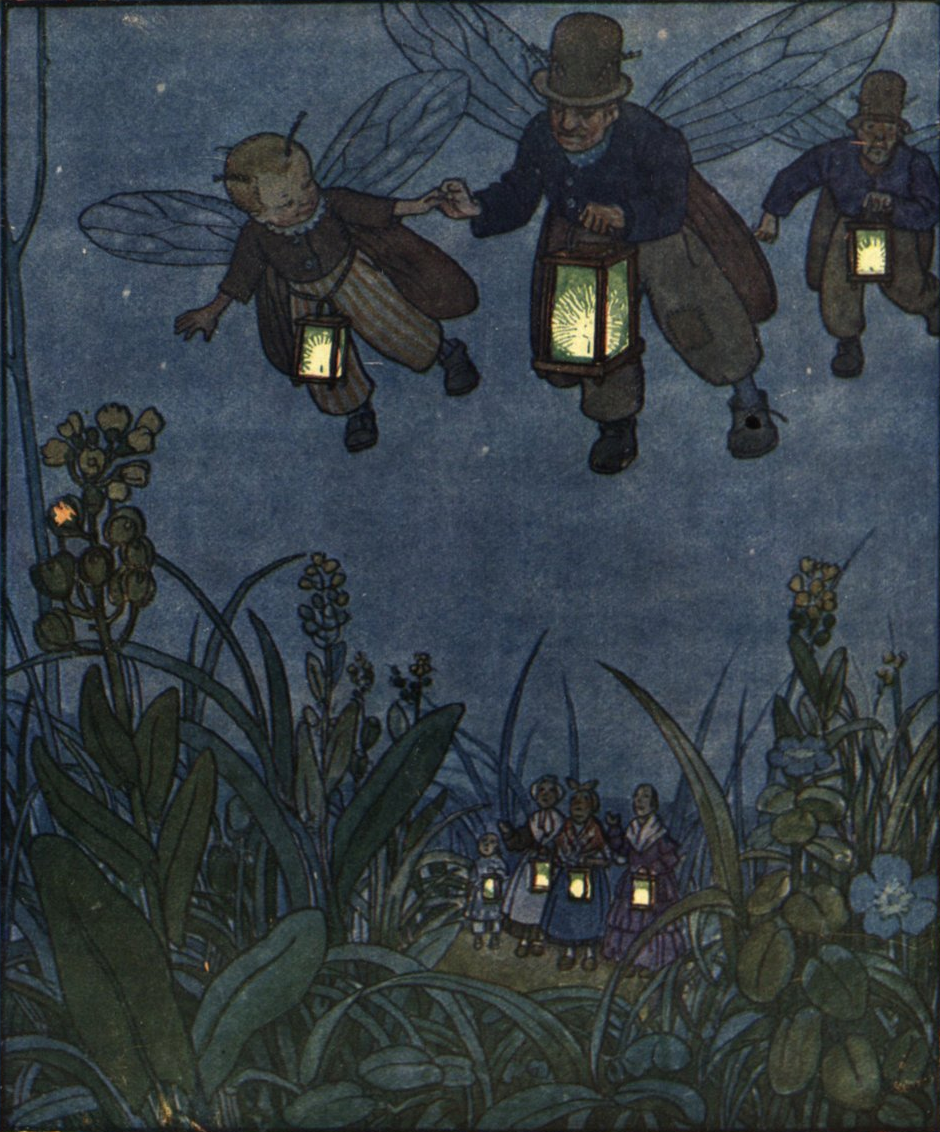
Jan Karafiát: Broučci, ilustrace Josefa Weniga, cca 1919

Broučci (1876) je česká pohádka Jana Karafiáta.

## Vydání
Karafiát knihu vydal r. 1876 anonymně vlastním nákladem u Václava Horkého. Teprve po 17 letech, v roce 1893, ji v knihovně Jana Herbena objevil prozaik, kritik a novinář Gustav Jaroš-Gamma a otiskl o ní nepodepsanou recenzi v časopisu Čas. V následujícím čísle také odhalil autorovu totožnost. Tím knihu zpopularizoval natolik, že první edice byla rychle vyprodána a v roce 1894 přišla první reedice. Další vydání ilustroval Vojtěch Preissig. Až do desátého vydání (1912) vycházeli Broučci anonymně. V současnosti patří k nejvydávanějším českým publikacím pro děti a mládež; jen česky vyšlo kolem 100 vydání.
Na Broučky navazuje dvoudílná Broučkova pozůstalost (I. Pohádky, II. Písničky svobodného) vydávaná v různých úpravách od roku 1900.

## Charakteristika díla
Jde o jedno ze základních děl české dětské literatury. Kniha je oceňována pro básnický sloh a ve své době novátorské pochopení psychologie dítěte. O teologickou a morální hodnotu Broučků se ovšem vedou spory – vyčítá se mu důraz na bezmyšlenkovitou poslušnost, která se právě v kalvinistickém prostředí vysoce cenila. Autorská práva na tuto knihu Karafiát odkázal Českobratrské církvi evangelické , která díky tomuto štědrému daru mohla dlouhá léta sponzorovat vydávání bible a církevních tisků.

## Překlady

### Němčina
- Die Käferchen, překlad Naďa a Paul Locher-Záleský, Albatros Praha, 1994, 1. dt. Aufl., ISBN 80-7264-045-3
- Leuchtkäferchen für kleine und große Kinder, ISBN 3-314-00632-2

### Lužická srbština
- Brunčki – Powjedančko za małe a wulke dźěći, překlad Adolf Černý, 1909

### Polština
- Świetliki, překlad Jadwiga Bułakowska, doslov Jan Konar, Zwiastun, Varšava 1964
- Robaczki świętojańskie, překlad Oskar Michejda, rukopis (uložený v Tschammerově knihovně, sign. 20005)

### Angličtina
- Fireflies, překlad Rose Fyleman, ilustroval Emil Weiss; Allen & Unwin, Londýn 1942.

### Ruština

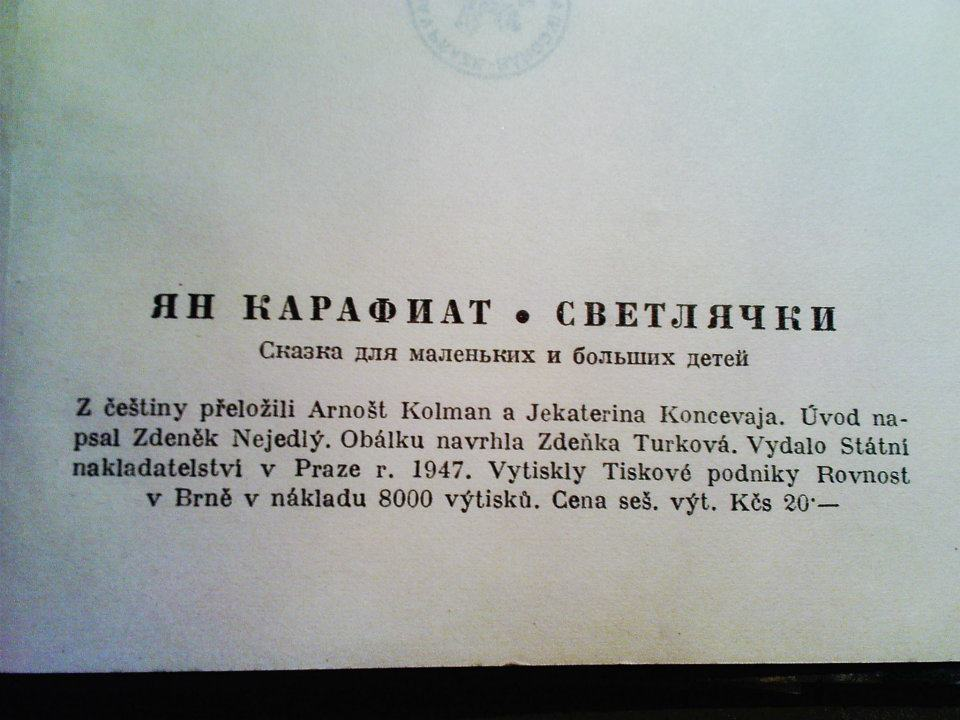
Tiráž Kolmanova cenzurovaného překladu Broučků do ruštiny

- Светлячки (Svjetljački), překlad Arnošt Kolman, Praha 1947 (nebylo určeno na export, ale jako učebnice ruštiny pro československý trh[1])

#### Potíže s ruským překladem – cenzura a spory
Oficiální překlad komunistického ideologa Arnošta Kolmana do ruštiny (vydalo SPN v Praze roku 1947 jako Светлячки (Svjetljački)) vyvolal v témže roce spor Českobratrské církve evangelické se SSSR,[zdroj?] neboť šlo o upravený, desakralizovaný text – náboženské významy byly nahrazeny odkazy poplatnými komunistické ideologii (celkem bylo upraveno nejméně 55 míst). Sovětský svaz sice nepřijal překlad pořízený některými evangelíky, ale nevydal ani ten, který připravilo ministerstvo školství SSSR.

## Ilustrátoři

### Česká vydání
- Vojtěch Preissig, 1903
- Josef Wenig, 1919 [p 5]
- Rudolf Mates, [p 6]
- Aloisie Halaburtová, 1930
- Ludmila Jánská, 1935
- Ondřej Sekora, 1940
- Marie Kvěchová, 1942, reprint Nakladatelství Alfa Praha 2006, ISBN 80-86851-52-4
- Marie Vořechová-Vejvodová, 1944
- Jiří Trnka, Albatros Praha 1968, poslední reprint 2004, ISBN 80-00-01373-8[p 7]
- Adolf Dudek, Sfinga, Ostrava 1994, ISBN 8085491524
- Zdeněk Hofman (ilustrátor a entomolog), Chrontodont Frymburk 2006, ISBN 80-903683-0-1 [p 8]
- Vlasta Baránková, Jan Melvil Publishing 2008, ISBN 978-80-903912-4-6 [p 9]
- Aleš Čuma, Jota 2011, ISBN 978-80-7217-935-0. S 3D brýlemi.
- Tereza Konupčíková, Books & Pipes 2020, ISBN 978-80-7485-220-6.

### Anglické vydání
- Emil Weiss, Allen & Unwin, Londýn 1942.

### Polské vydání
- Jerzy Heintze, Zwiastun, Varšava 1964.

## Film
Broučci posloužili jako předloha několika animovaných filmů:

### Broučci (1967)
Režie Libuše Koutná, literární scénář Anna Jurásková a Milan Nápravník, technický scénář Libuše Koutná, Vladimír Dvořák a Jan Kraus, kamera Jan Kraus, hudba Jiří Srnka, střih Antonín Zelenka a Karel Kohout, zvuk Jiří Pavlík, výtvarník Vladimír Dvořák, loutky Zdeněk Podhůrský. Namluvili Drahomíra Fialková, František Filipovský, Libuše Havelková, Karel Höger, Aťka Janoušková, Jiřina Bohdalová, Jaroslav Marvan, Karolina Slunéčková a Blanka Waleská. Premiéra 9. dubna až 28. května 1967.

#### Seznam dílů
1. Narození Broučka
2. Broučci se ukládají k zimnímu spánku
3. Probuzení, všude je zima a sníh
4. První společný let
5. Zranění Broučka
6. Seznámení s Verunkou
7. Broučkovy námluvy
8. Broučkova svatba

### Broučci (1995)
Režie, animace a scénář Vlasta Pospíšilová, spoluautorka scénáře: Anna Jurásková, výtvarnice Jitka Walterová, hudba Emil Viklický, zvuk Ivo Spalj a Jan Kacian, kamera Vladimír Malík, vypravěč Jan Hartl. Film vznikl v koprodukci Studia Jiřího Trnky, Comité Francais de Rádio Télévision, britské Jerusalem Productions a společnosti Imago. Premiéra 23. prosince 1995 až 3. ledna 1996.

#### Seznam dílů
1. Narodil se Brouček
2. Byl podzim
3. Loučení
4. A byla zima
5. A bylo jaro
6. Šťastnou cestu Broučku!
7. Broučkův smutný návrat
8. S Broučkem je zle
9. Do nebíčka, do peklíčka
10. Broučkovy tajnosti
11. A měli se rádi
12. Velká rodina

### Broučkova rodina (1999)
Režie Vlasta Pospíšilová, scénář Oldřich Selucký, hudba Zdeněk Zdeněk, kamera Vladimír Malík, výtvarnice Jitka Walterová a Jarmila Fenclová, vypravěč Miroslav Donutil. Premiéra 30. prosince 2000 až 8. ledna 2001.

#### Seznam dílů
1. Berušky a broučci se hněvají
2. Janínek v mlze
3. Broučci staví dům
4. Broučci z roští
5. O brouku Kradačovi
6. Svatojánek neposlouchá
7. Kde je Svatojánek s Janínkem?
8. Bloudění
9. Shledání

## Ohlasy Broučků
- Broučci vycházeli na zvukových nosičích (především na gramofonových deskách) načtené Karlem Högerem. Byli nastudováni i jako rozhlasová hra.
- Na motivy Karafiátových Broučků napsal Václav Trojan dětskou operu a Otmar Mácha v roce 1992 balet o dvou dějstvích.[6]
- Velmi populární se stala ranní „modlitba broučků“ Ó náš milý Bože, která je i v Evangelickém zpěvníku ČCE s melodií Otmara Máchy pod číslem 220 (Evangelický zpěvník z roku 2021 pod číslem 635).

Ó, náš milý Bože,

Povstali jsme z lože

A pěkně Tě prosíme,

Dej ať se Tě bojíme,

Bojíme a posloucháme

A přitom se rádi máme.

- Naproti tomu večerní modlitba broučků je první slokou staré bratrské písně ze Zázvorkova kancionálu z roku 1602 – viz Podvečer tvá čeládka. Najdeme ji třeba v Bratrském zpěvníku Jednoty bratrské nebo v Evangelickém zpěvníku pod číslem 225 (Evangelický zpěvník z roku 2021 pod číslem 654):

Podvečer tvá čeládka,

co k slepici kuřátka,

k ochraně tvé hledíme,

laskavý Hospodine.

- Naučná stezka Jana Karafiáta spjatá s knihou Broučci byla zřízena roku 2002 a vede z Valašského Meziříčí k přehradě Bystřička (délka 14 km).[7][8]